# Atriplex erosa
Atriplex erosa är en amarantväxtart som beskrevs av Gerhard Brückner och Inez Clare Verdoorn. Atriplex erosa ingår i släktet fetmållor, och familjen amarantväxter. Inga underarter finns listade i Catalogue of Life.